# Martin Hansen (skuespiller)
 Der er flere personer med dette navn, se Martin Hansen.
Martin Hansen (1. januar 1903 i Ulstrup – 30. marts 1988) var en dansk skuespiller og talepædagog.
Han var bl.a. manden der lærte H. K. H. Prins Henrik at tale dansk.[kilde mangler]

## Filmografi
- Tango (1933)
- Kobberbryllup (1933)
- Elverhøj (1939)
- Sommerglæder (1940)
- Erik Ejegods pilgrimsfærd (1943)
- For frihed og ret (1949)
- Hold fingrene fra mor (1951)
- Slå først, Frede (1965)